# 希尔滕
希尔滕是德国莱茵兰-普法尔茨州的一个市镇。总面积2.51平方公里，总人口258人，其中男性128人，女性130人（2011年12月31日），人口密度103人/平方公里。